# Annaeus Ypeij
Annaeus Ypeij (Leeuwarden, 27 september 1760 - Groningen, 5 april 1837) was een Nederlandse predikant, kerkhistoricus, taalkundige en hoogleraar in Harderwijk en Groningen.
Op taalhistorisch gebied is hij het meest bekend geworden met zijn Beknopte geschiedenis der Nederlandsche tale, 2 delen (1812; 1832). Als kerkhistoricus heeft hij echter een grotere invloed gehad. Dit is niet alleen te zien aan een flink aantal omvangrijke werken op het gebied van de geschiedenis van het protestantisme, maar ook aan het aantal verwijzingen naar deze bronnen, zelfs in de twintigste eeuw.

## Publicaties (selectie)
- A. Ypeij en I.J. Dermout: Geschiedenis der Nederlandsche Hervormde Kerk. 2 dln. Breda, Van Bergen, 1819-1827
- A. Ypeij: Beknopte geschiedenis der Nederlandsche tale. 2 dln. Utrecht, Groningen, 1812-1832
- A. Ypeij: Geschiedenis van de bezondere Kerkgenootschappen en godsdienstsekten der Protestantsche dissenters in de achttiende eeuw. 2 dln. Utrecht, 1808-1809

## Publicaties over Ypeij
- Egbert de Haan: ' 'Ligtgeloovigheid' en 'Verschynzelen in de lugt'. Aspecten van wetenschap, religie en het publiek bij de planetenvrees van 1774 in Friesland'. In: De Achttiende Eeuw, vol. 44 (2012), afl. 1, pag. 3-27
- Cefas van Rossem, ' 'Met geschrevene aantekeningen van den Overledene'. De veilingcatalogus van Annaeus Ypeij (1760-1837)'. In: Voortgang. Jaarboek voor de neerlandistiek 23 (2005), 177-208.
- J.J. Kalma: Annaeus Ypey (1760-1837). Fries predikant, kerkhistoricus en taalkundige. Bibliografische gegevens van en over hem. Leeuwarden, 1984. Geen ISBN